# Station Battlesbridge
Battlesbridge is een spoorwegstation in Engeland. 

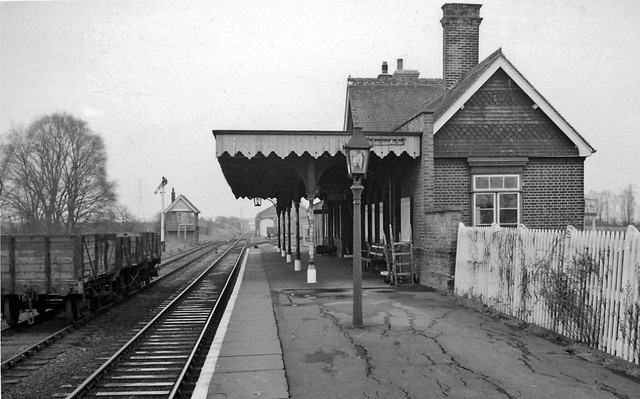
Stationsgebouw, 1961